# Gada Ale
El Gada Ale, també anomenat Kebrit Ale, és un estratovolcà de la regió Àfar, Etiòpia. Es troba uns tres quilòmetres al sud de la riba nord del llac Karum i el seu cim s'eleva fins a 287 msnm. El cràter té un diàmetre de 350 metres i es troba a 100 metres de profunditat del cim. Es desconeix quan va tenir lloc la darrera erupció.